# Pedro Menéndez de Avilés

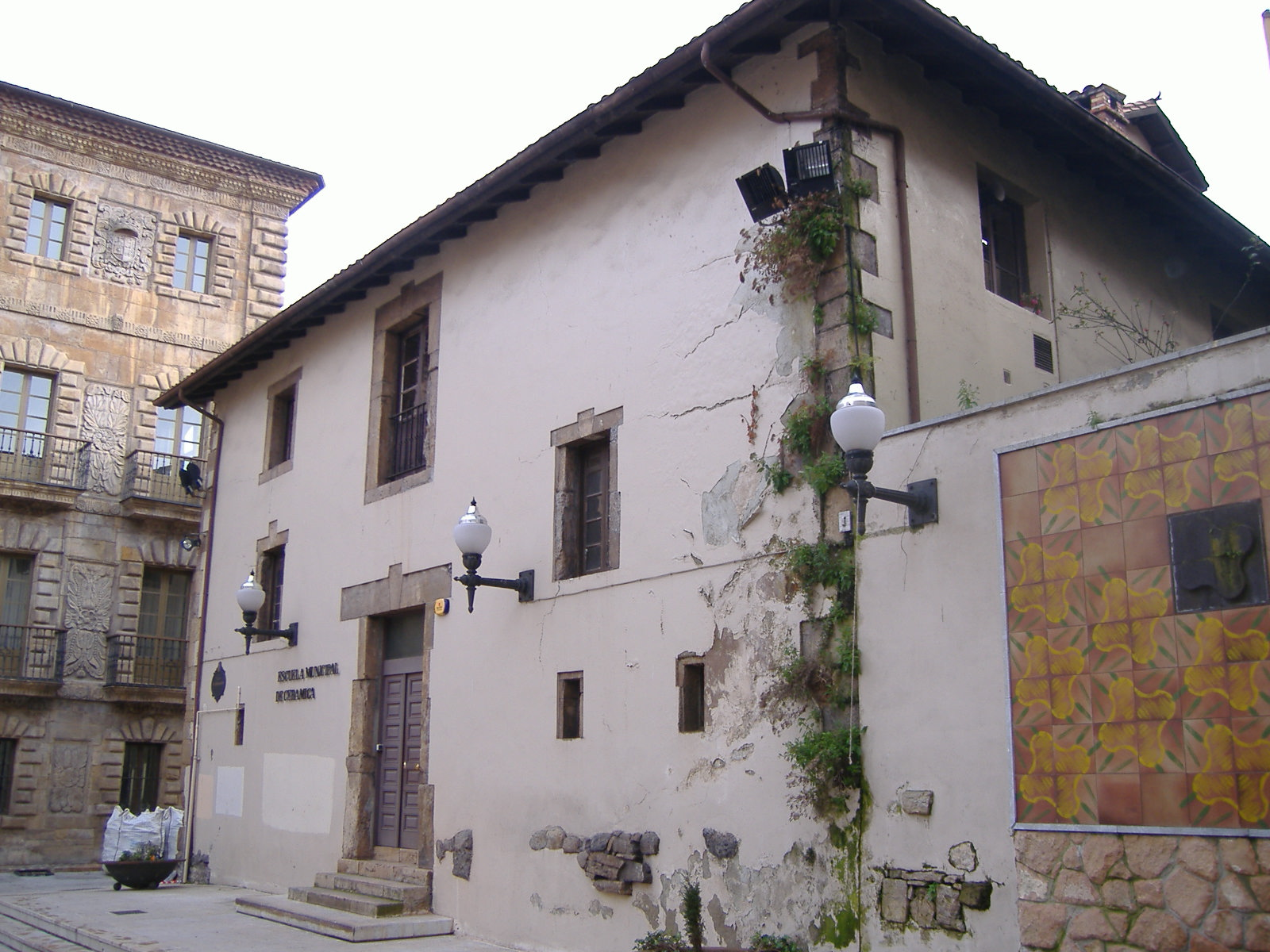
Menendez szülőháza

Don Pedro Menendez de Aviles 1519-ben született a spanyolországi Aviles városkában. Amikor 30 éves volt Károly spanyol király megbízta a francia Jean Alfonso kalóz elfogásával, aki ez időben 10 spanyol hajót foglalt el. Annak ellenére, hogy a király sem pénzzel sem csapattal nem támogatta a missziót, Menendez üldözőbe vette a francia kalózokat, öt spanyol hajót visszafoglalt és a harc közepette megölte Alfonse-t. 1554-ben a király megbízta kincs szállításával Spanyolország és az új világban létrehozott kolóniák között, mivel a korábban megbízott Casa de Contratacion több hajót elveszített a kalózok támadásai során. Menendez megvesztegethetetlenül, kiválóan végezte feladatát a hosszú hajóutak során.
Egy újabb háború tört ki Spanyolország és Franciaország között, s a csaták során Menendez kitüntetésekben részsült. A háború végén Fülöp teljes bizalmát élvezte.
A trón támogatásának tudatában egyre kevésbé mutatott tiszteletet a Casa iránt, akiket egyre jobban irritált sikere és becsületessége. Menendez végül megbocsáthatatlanul inzultálta a Casa tagokat azzal is, hogy személyesen levette a királyi zászlót a Casa kis hajójáról. Amikor 1563-i útjáról visszatért a Casa számos törvénysértéssel vádolta és bebörtönözték az Almohades Kincstárban Sevillában.
Húsz havi fogság után Menendez parancsot kapott II. Fülöp királytól, hogy Floridában hajózzon, derítse fel az új világ partjait Florida legdélibb csúcsától kezdve végig a partmentén északra, ameddig csak lehetséges (ma Kanadáig) és írjon jelentéseket, valamint rakja le az alapjait egy állandó településnek. Azt is parancsba kapta, hogy űzzön el minden telepest vagy kalózt, aki nem tartozik a spanyol korona alá. A király írásba adta 1565 március 20-án, hogy Menendez és leszármazottjai fogják képviselni a spanyol koronát Floridában.
Menendez július 28-án vitorlát bontott, s elindult Florida meghódítására. Vezérhajója a San Pelayo augusztus 8-án elérte Puerto Rico-t. Augusztus 15-én Puerto Ricából tovább hajózott, s augusztus 25-én Cape Canaveral-nál ért földet, onnan francia hajók után kutatva északra fordult. Az indiánok adtak útbaigazítást arra felé, amelyet a franciák a delfinek folyójának neveztek. Hippói Szent Ágoston ünnepén, augusztus 28-án érte a területet, amit a szent után nevezett el San Augustínnak (ma St. Augustine).
Menendez átfésülte az észak floridai partot, s elfogta a francia Jean Rebault-ot és 70-80 emberét, s közeli félszigeten kivégeztette őket. A félszigetet Matanzas-nak nevezték el, a “mészárlás” szinhelyének.